# Dominique Jann

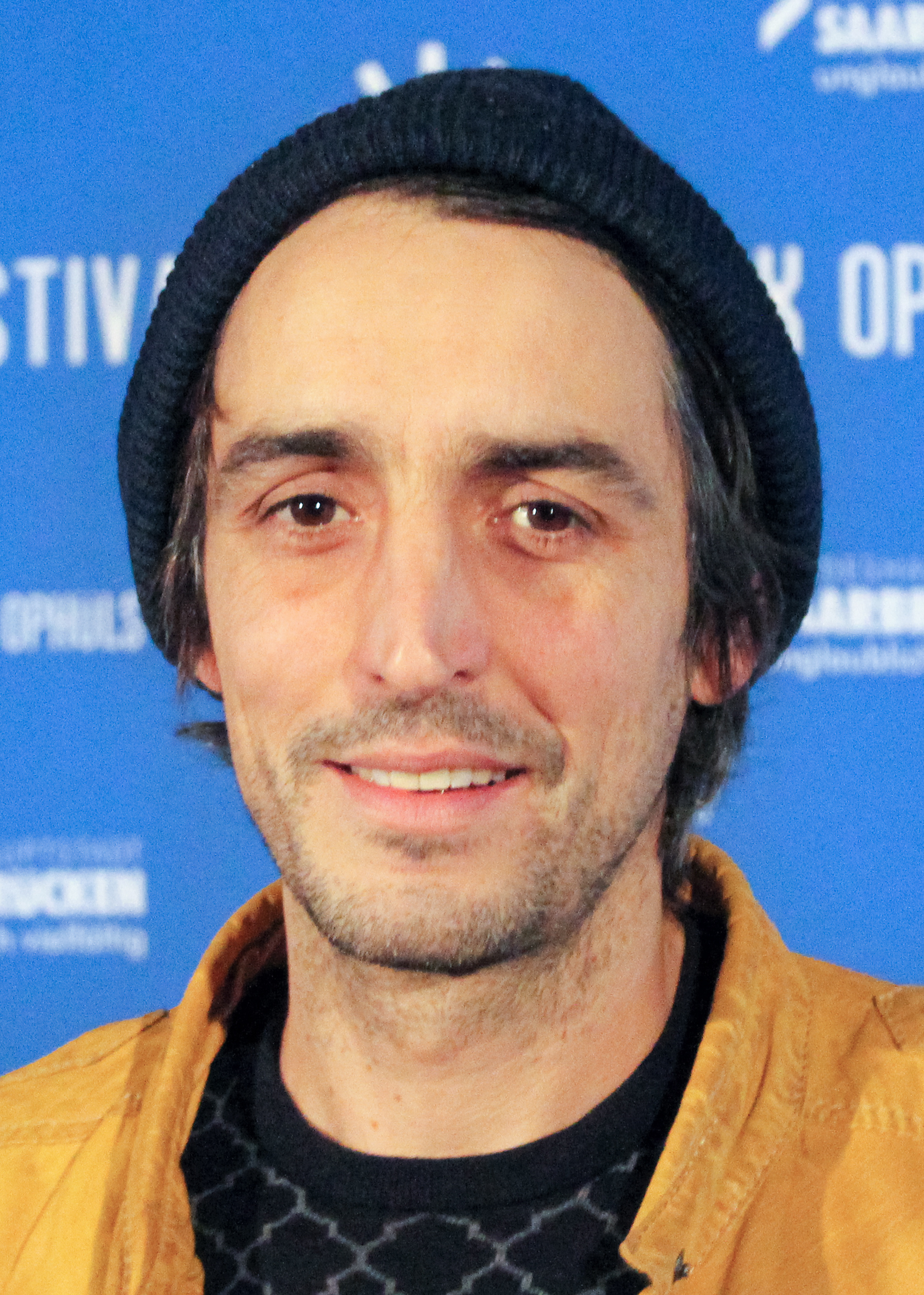
Dominique Jann beim Max-Ophüls-Festival 2015

Dominique Jann (* 21. März 1977 in St. Gallen) ist ein Schweizer Schauspieler.

## Leben und Werk
Dominique Jann wuchs in Zimmerwald auf und erlangte 1999 das Primarlehrerpatent am Lehrerseminar Muristalden in Bern. Er wählte für den weiteren Werdegang eine Ausbildung an der Hochschule für Musik und Theater Zürich, die er 2004 mit einem Diplom in Darstellender Kunst abschloss. Seitdem war Jann in mehreren Schweizer Filmen, Theater- und Tanzstücken zu sehen.

### Film und Fernsehen
Jann spielte unter anderem Nebenrollen in den Kinospielfilmen Strähl (2004) und Marmorera (2007). Hauptrollen hatte er in den Filmen Tag am Meer (2008, Regie: Moritz Gerber), Luftbusiness (2008, Regie: Dominique de Rivaz), Die Standesbeamtin (2009), Unter der Haut (2015), Welcome to Iceland (2016, Regie: Felix Tissi) und Lost in Paradise (2021 Regie: Fiona Ziegler).
Für seine Rolle in Luftbusiness gewann Dominique Jann im Jahr 2009 den Schweizer Filmpreis als Bester Darsteller.
In der komödiantischen TV-Serie Experiment Schneuwly ist er seit 2014 in der Nebenrolle des „Stöffu“ zu sehen.

### Bühne
Dominique Jann stand von 2003 bis 2006 in diversen Stücken der „Gisela Rocha dance companie“ auf der Bühne und tourte außerdem in den Jahren 2004 und 2005 als 1-Mann-Zirkus durch Osteuropa. 2011 war er mit dem Circus Monti unterwegs.
Die Berner Theatergruppe „Vor Ort“ wurde von Jann mitbegründet; sie führt seit 2012 mehrere Stücke in der Stadt auf. Zu seinen Gastauftritten an anderen Theatern gehört die Inszenierung „Jakobs Ross“ am Theater Neumarkt Zürich, die 2015 zum Schweizer Theatertreffen eingeladen war.
Jann ist auch Mitglied der Theatergruppe „Weltalm“, für die er 2017 erstmals Regie führt. Er arbeitete mit „öff öff productions bern“, „Theater Club 111“, „FarADay Cage“ sowie mit Matto Kämpf und Raphael Urweider zusammen und war mehrfach Gast am Schauspielhaus Zürich.

## Filmografie (Auswahl)
- 2004: Tiger Erdolchen (Kurzspielfilm) – Regie: Moritz Gerber
- 2004: Strähl (Kinospielfilm) – Regie: Manuel Flurin Hendry
- 2005: Snow White (Kinospielfilm) – Regie: Samir
- 2007: Kleine Fische (TV-Spielfilm) – Regie: Petra Volpe
- 2007: Marmorera (Kinospielfilm) – Regie: Markus Fischer
- 2008: Tag am Meer (Spielfilm) – Regie: Moritz Gerber
- 2008: Luftbusiness (Kinospielfilm) – Regie: Dominique de Rivaz
- 2009: Die Standesbeamtin (Kinospielfilm) – Regie: Micha Lewinsky
- 2010: Dürä..! (Kurzspielfilm) – Regie: Quinn Reimann, Rolf Lang
- 2013: Der Bestatter (TV-Serie, Episode „Treibgut“) – Regie: Markus Welter
- 2014: Schweizer Helden (Kinospielfilm) – Regie: Peter Luisi
- 2014: Schnizlpomfrit (Kurzspielfilm) – Regie: Yoav Parish
- 2014–18: Experiment Schneuwly (TV-Serie, drei Staffeln)
- 2015: Unter der Haut (Kinospielfilm) – Regie: Claudia Lorenz
- 2015: 4000.- (Kurzspielfilm) – Regie: Matto Kämpf
- 2016: Welcome to Iceland (Kinospielfilm) – Regie: Felix Tissi
- 2021: Lost in Paradise (Kinospielfilm) – Regie: Fiona Ziegler